# 蛋白激酶磷酸酶

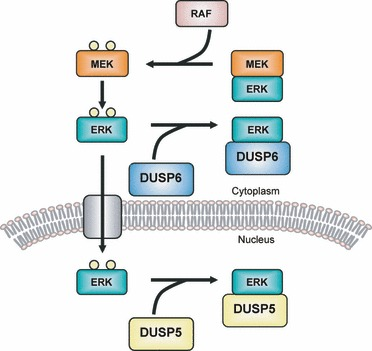
该图显示了 MEK、DUSP5 和 DUSP6/MKP-3 在细胞质区域和细胞核内的相互作用和合作。RAF激活MEK，活化的 MEK 磷酸化 ERK，现在可以通过转运蛋白转运穿过细胞膜。去磷酸化的 ERK 不能离开细胞核

蛋白激酶磷酸酶（英語：MAPK phosphatasesare）是一类磷酸酶，涉及MAPK信号传导途径，通过去磷酸化降低MAP激酶信号。蛋白激酶信号通路调节发育和稳态的多种特征。

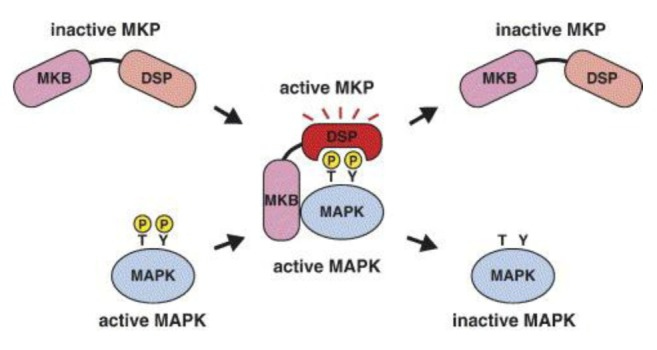
当激活的 MAPK 与 MKB 结合时，这会导致 DUSP 区域的构象变化，从而激活 MKP 和激活的 MKP 使 MAPK 去磷酸化，从而使其失活